# Vals, Tyrolen
Vals är en ort och kommun i distriktet Innsbruck-Land i förbundslandet Tyrolen i Österrike. Kommunen har 528 invånare (2024). Den ligger 26 km sydost om Tyrolens huvudstad Innsbruck. I söder gränsar kommunen mot Italien. Byn Sankt Jodok am Brenner ligger delvis i Vals, delvis i kommunen Schmirn.